# Podhorní Újezd a Vojice
Podhorní Újezd a Vojice est une commune du district de Jičín, dans la région de Hradec Králové, en République tchèque. Sa population s'élevait à 645 habitants en 2022.

## Géographie
Podhorní Újezd a Vojice se trouve à 12 km au sud-est de Jičín, à 30 km au nord-ouest de Hradec Králové et à 87 km au nord-est de Prague.
La commune est limitée par Konecchlumí au nord-ouest, par Mlázovice au nord-est, par Ostroměř à l'est, Sobčice et Chomutice au sud, et par Třtěnice et Kovač à l'ouest.

## Histoire
La première mention écrite de la localité date de 1357.

## Galerie

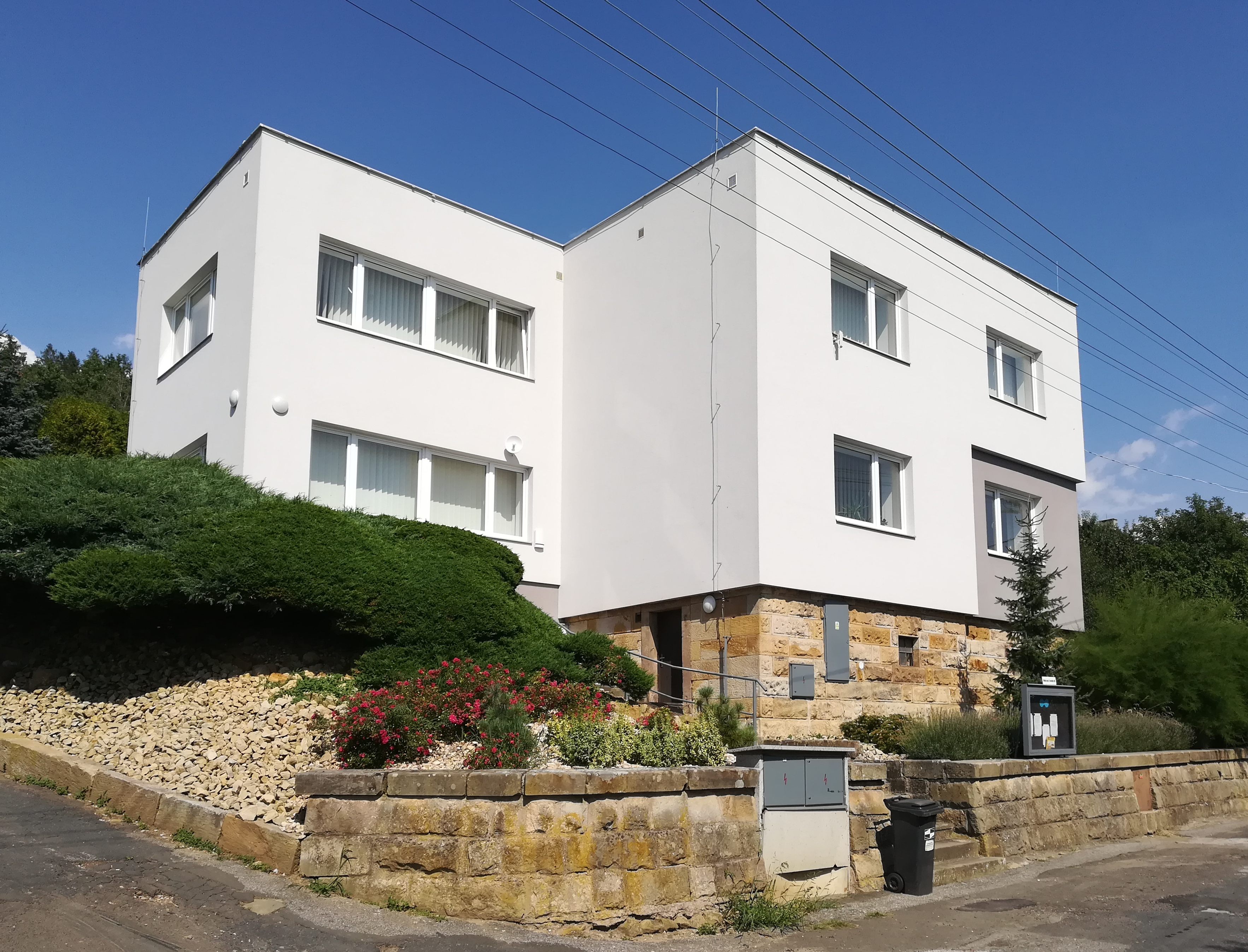
Vojice : la mairie.
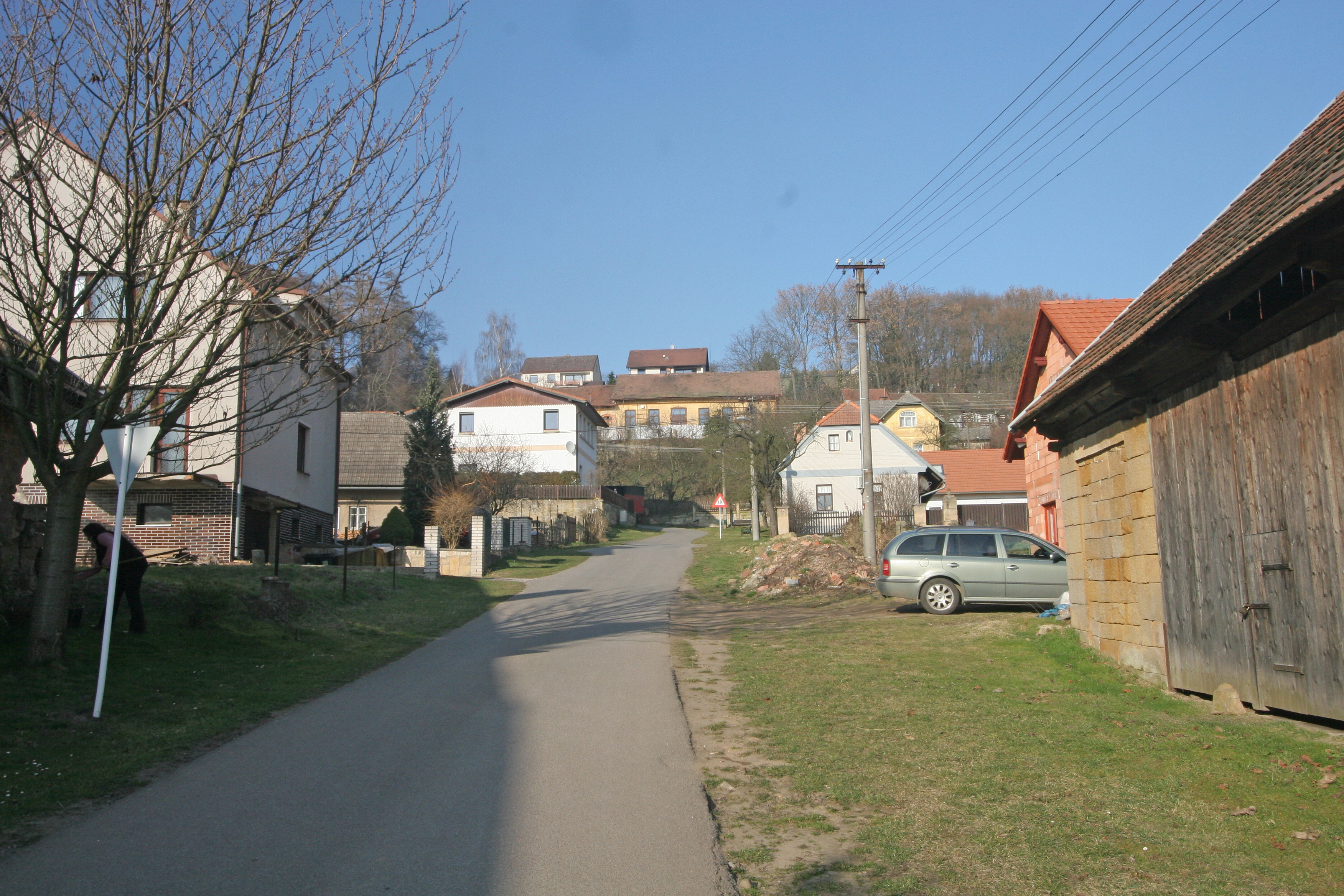
Rue de Vojice.

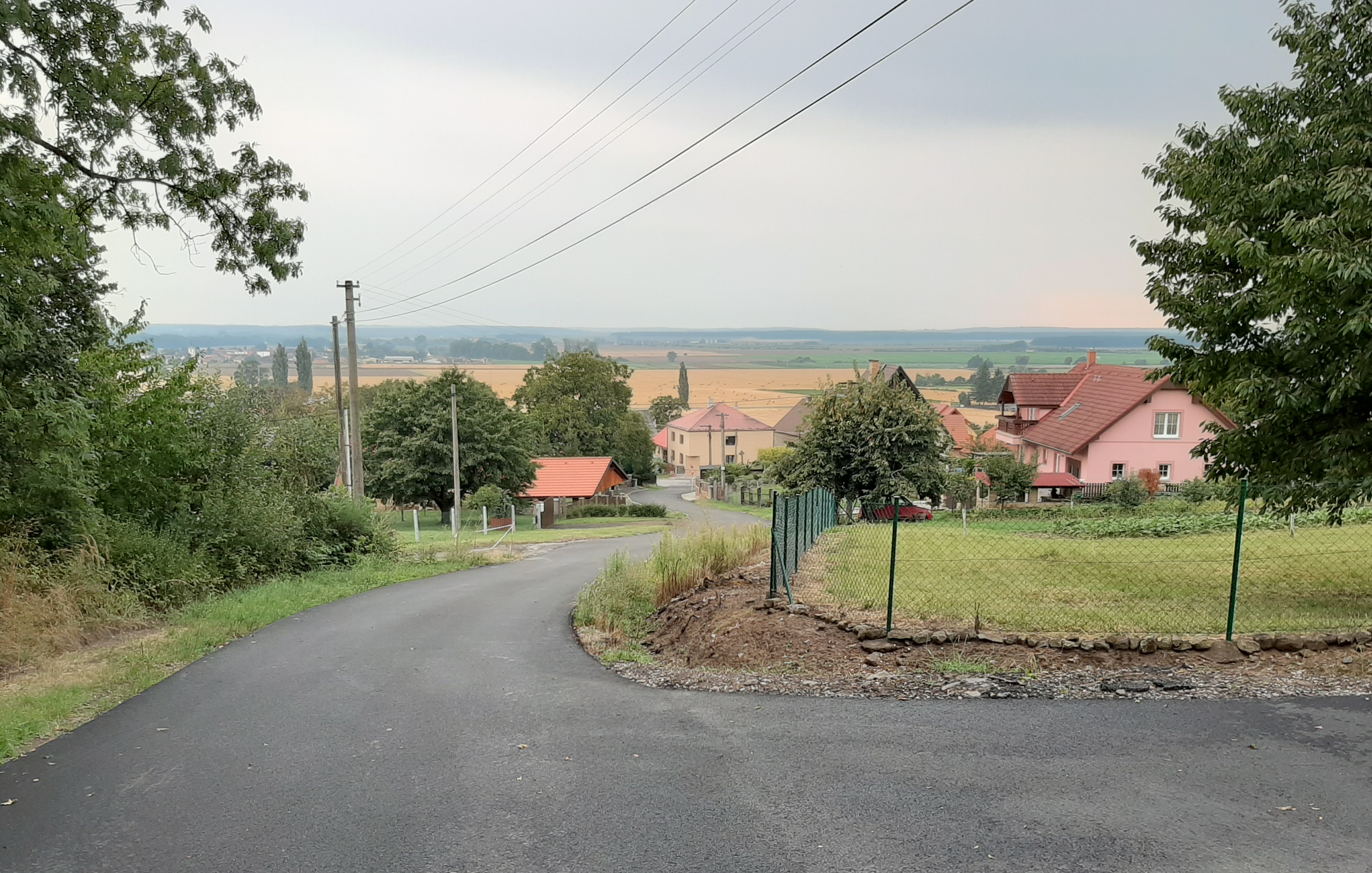
Podhorní Újezd.
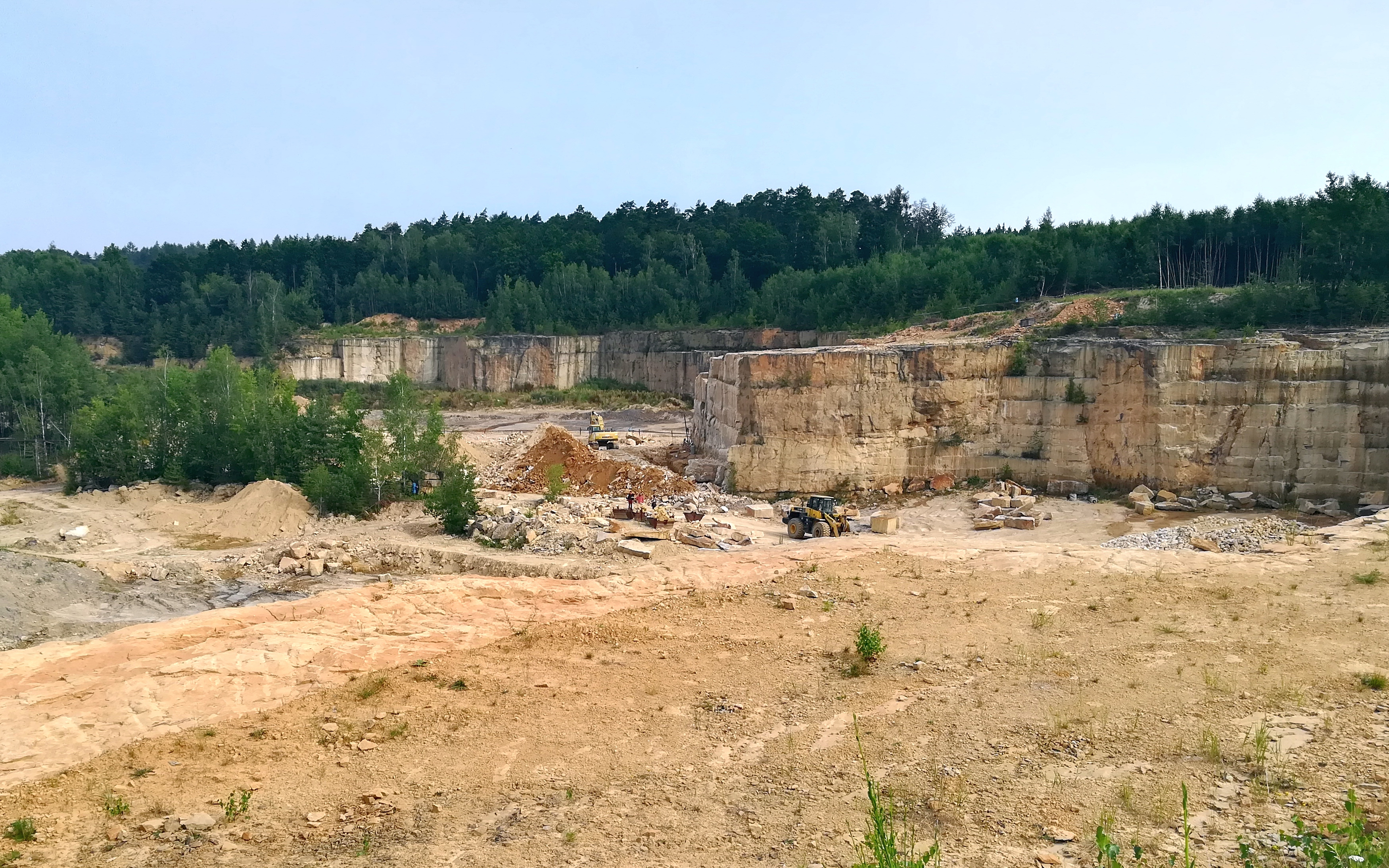
Carrière de grès.

## Transports
Par la route, Podhorní Újezd a Vojice se trouve à 10 km de Hořice, à 16 km de Jičín, à 34 km de Hradec Králové et à 110 km de Prague. 